# Henry Sweet

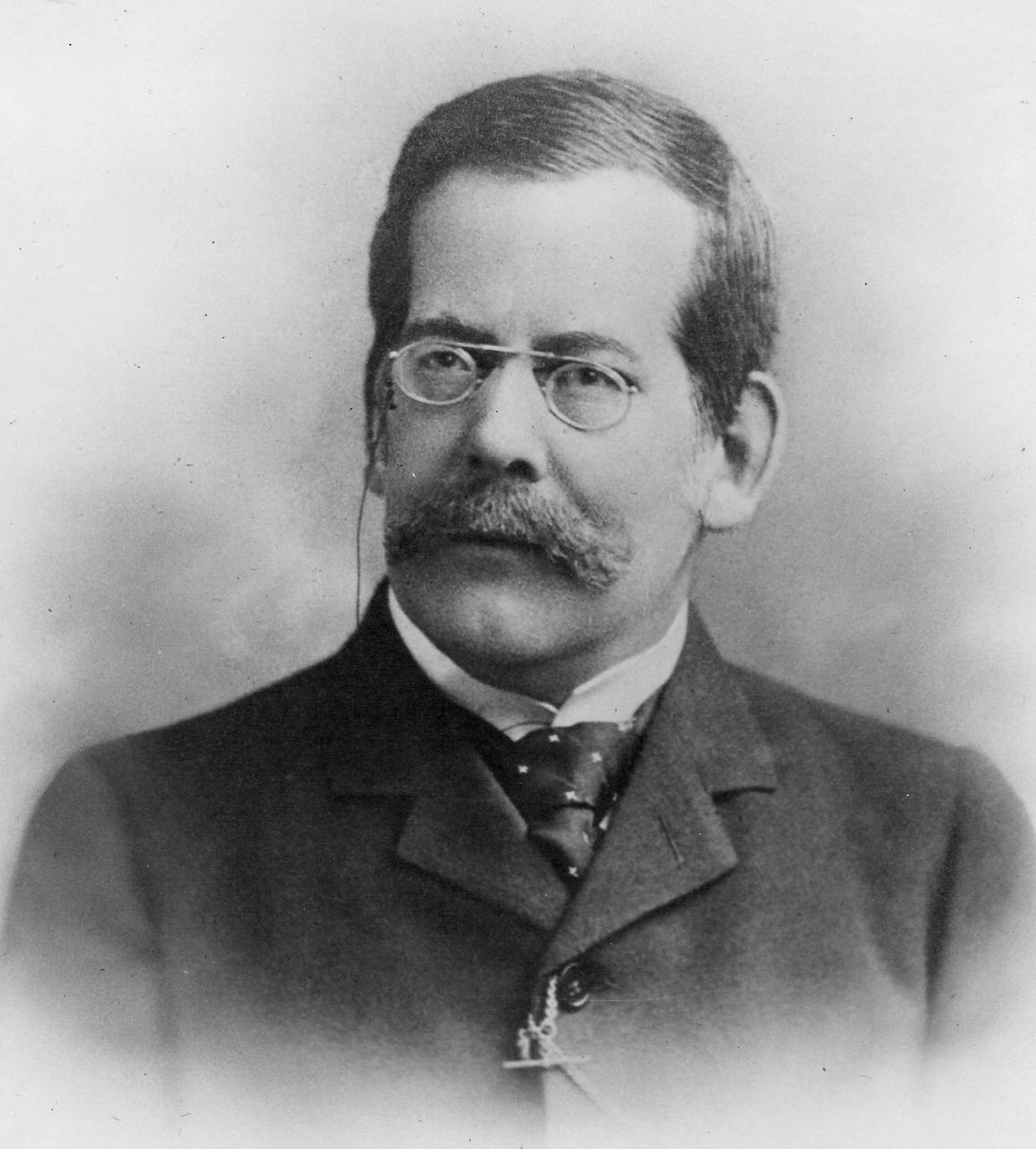
Henry Sweet

Henry Sweet (* 15. September 1845 in London; † 30. April 1912 in Oxford) war ein britischer Philologe, Linguist und einer der Begründer der Phonetik.
Sweet erhielt seine Ausbildung am King’s College London, an der Universität Heidelberg (später dort Dr. phil. h. c.) und am Balliol College, Oxford. Sweet spezialisierte sich auf germanische Sprachen, insbesondere die angelsächsische Sprache, eine Vorform des Englischen, Altisländisch und Westsächsisch. Sweet veröffentlichte auch zu wichtigen Problemen der Phonetik und der Grammatik, und einige seiner Ideen werden heute noch diskutiert, wie auch einige seiner Veröffentlichungen noch heute in Gebrauch bei Universitätsvorlesungen sind. Seine History of English Sounds gilt als Meilenstein in der Phonetik. 
Sweet wurde 1901 Dozent in Oxford. Er gab zahlreiche Bücher für die Early English Text Society heraus. Trotz seiner einflussreichen und sehr erfolgreichen Veröffentlichungen hatte er nie einen Lehrstuhl an der Universität inne, was ihn sehr ärgerte. Die Position wurde ihm vielleicht verweigert, weil er keinen guten Studienabschluss hatte (er war schon damals mehr an seinen privaten Projekten interessiert) und viele Leute durch seine unverblümte Ausdrucksweise gegen sich aufgebracht hatte.
George Bernard Shaw porträtierte Sweet im Charakter des Professor Higgins in seinem Stück Pygmalion, später weiter bekannt als My Fair Lady. Ab 1895 war Sweet korrespondierendes Mitglied der Bayerischen Akademie der Wissenschaften und ab 1901 korrespondierendes Mitglied der Preußischen Akademie der Wissenschaften.

## Veröffentlichungen
- A History of English Sounds (1874)
- An Anglo-Saxon Reader (1876)
- A Handbook on Phonetics (1877)
- First Middle English Primer (1884)
- An Icelandic Primer (1895)
- The Student's Dictionary of Anglo-Saxon (1896)
- The History of Language (1900; 1995: ISBN 8-185-23104-4; 2007: ISBN 1-432-66993-1)